# Wuhuan Dadao (métro de Wuhan)
Wuhuan Dadao (chinois : 五环大道 站 ; litt. « « boulevard Wuhuan » », Wuhuan Boulevard, en anglais) est une station de la ligne 1 du métro de Wuhan en République populaire de Chine. Elle a été inaugurée le 29 juillet 2010 après le prolongement et l'inauguration du tronçon Zongguan-Dongwu Dadao.